# Marco D'Alessandro
Marco D'Alessandro, född 7 februari 1991 i Rom, är en italiensk fotbollsspelare som spelar för Catanzaro.

## Klubbkarriär
D'Alessandro startade sin karriär i Lazio:s ungdomslag. 2005 kom han till Roma och gjorde sin Serie A-debut den 21 mars 2009 i en match mot Juventus, Roma förlorade matchen med 4-1.
I juli 2009 lånades han ut till Serie B klubben Grosseto för att i första hand få erfarenhet. I juli 2010 lånades han ut till Bari i Serie A. I januari flyttade han dock till Livorno fortfarande på lån.
Säsongen 2011-2012 var D'Alessandro utlånad till Serie B-nykomlingen Verona. Sommaren 2012 lånades D'Alessandro återigen ut till ett Serie B-lag, denna gång Cesena.
Den 27 januari 2021 värvades D'Alessandro av Serie B-klubben Monza, där han skrev på ett 2,5-årskontrakt. Den 7 augusti 2023 lånades D'Alessandro ut till Serie B-klubben Pisa på ett säsongslån. Den 30 augusti 2024 skrev han på ett tvåårskontrakt med Serie B-klubben Catanzaro.